# Pedro Diogo Oliveira
Pedro Diogo Tavares Martins de Oliveira (souvent Pedro Oliveira, né le 1er janvier 1988 à Rio Maior) est un nageur portugais, spécialiste du dos et du papillon.
Il a participé à deux Jeux olympiques. Il a obtenu deux médailles sur 200 m dos lors des Championnats d'Europe juniors de 2005 et de 2006. Il fait partie des Louisville Cardinals[réf. nécessaire].